# Лащенко Сергій Сергійович
Сергій Сергійович Лащенко (21 липня 1987, Павлоград — 8 квітня 2015, Одеса) — український боєць-важковаговик, який виступав у кікбоксингу та тайському боксі. У період 2007—2014 років провів на професійному рівні більше сорока боїв, відомий по участі в турнірах таких організацій як К-1 і SUPERKOMBAT, багаторазовий переможець національних та міжнародних першостей, майстер спорту України міжнародного класу.

## Біографія
Сергій Лащенко народився 21 липня 1987 року в місті Павлограді Дніпропетровської області Української РСР.
Активно займатися кікбоксингом почав в 2006 році, при цьому виступав переважно за правилами тайського боксу. Рік по тому став чемпіоном України у важкій вазі і здобув перемогу на міжнародному турнірі в Москві, де виявився кращим з шістнадцяти бійців. У 2008 році захистив звання національного чемпіона, на світовому чемпіонаті WBKF у Москві одноголосним рішенням суддів програв білорусу Олексію Кудіну, отримав бронзову медаль на світових іграх ТАФІСА в Південній Кореї, де знову зустрівся з Кудіним і знову програв йому за суддівським рішенням. Також у цьому сезоні дебютував у найбільшої організації кікбоксингу К-1, побував на турнірі в Ризі, але дебют вийшов невдалим — він програв за очками з екстра-раундом литовцю Міндаугасу Сакалаускасу.
2009 рік Лащенко почав з поразки від росіянина Володимира Мінєєва в 1/8 Кубка Татнафта в Казані. За цим, однак, послідувала серія з кількох перемог на чемпіонаті України з тайського боксу, на Кубку України та чемпіонаті Європи серед любителів за версією IFMA (тут Лащенко взяв реванш у Кудіна). Крім того, він виступив у двох турнірах-«вісімках» на вибування промоушену К-1, в обох випадках зумів дійти до фінальних стадій гран-прі — на турнірі в Польщі технічним нокаутом програв у фіналі представнику Азербайджану Забиту Самедову, тоді як в Японії у вирішальному поєдинку був нокаутований бійцем з Румунії Данієлом Гіце.
В 2010 році здобув перемогу на турнірі K-1 в Йокогамі, але потім тричі був переможений: спочатку французом Фредді Кемайо у чвертьфіналі гран-прі К-1 в Бухаресті, потім Олексієм Кудіним на турнірі в Мінську і нарешті представником Суринаму Ісмаелем Лондтом. У наступному сезоні завоював титул чемпіона румунської бійцівської організації SUPERKOMBAT, де, зокрема, в драматичному фінальному за напруженням поєдинку взяв реванш у Лондта. У 2012 році відзначився перемогою над голландцем Ріко Верхувеном, але чемпіонський титул SUPERKOMBAT захистити не зміг, на двох турнірах у Румунії програв обидва свої поєдинки. Також не мав успіху на турнірах К-1. Останній раз виходив на ринг у рамках професійного кікбоксингу в жовтні 2014 року, на турнірі KOK World GP в Польщі за один вечір переміг двох місцевих бійців і завоював тим самим чемпіонський пояс організації.

### Вбивство
Вбито 8 квітня 2015 року в Одесі, де останнім часом жив і тренувався. В цей день пізно ввечері він став учасником бійки і перестрілки з кількома особами. Отримавши поранення, Лащенко з друзями дістався до найближчої лікарні, але там був наздогнаний вбивцями і розстріляний з травматичного пістолета (одна куля потрапила йому в шию і перебила сонну артерію). Залишив після себе дружину і 11-місячного сина Платона.
Сергій Лащенко був другом, українського чемпіона світу з боксу Василя Ломаченка, який через два роки після смерті товариша 8 квітня 2017 року присвятив йому перемогу над американським боксером Джейсоном Сосою.